# Alfred Kanwischer
Alfred Kanwischer ist ein US-amerikanischer Pianist, Musikpädagoge und -wissenschaftler.
Der Schüler des niederländischen Pianisten Egon Petri trat als Klaviersolist in den USA (u. a. im Lincoln Center, New York. in der Jordan Hall in Boston und am Herbst Theatre in San Francisco), in Europa (Wigmore Hall, Concertgebouw) und Asien auf und spielte Rundfunkaufnahmen u. a. bei der BBC ein. Als Duo mit seiner Frau Heidi Kanwischer war er 25 Jahre beim New Yorker Albert Kay Concert Artists Management unter Vertrag.
Er erhielt den Grad eine Doctor of Musical Arts an der Boston University, wo er elf Jahre Klavier unterrichtete und ist Professor emeritus an der Musikschule der San José State University. Er gab Vorlesungen, Vorlesungs-Konzerte, Meisterklassen und Seminare an der Boston University und der Harvard University, beim Tanglewood Festival und beim Sunriver Music Festival, bei der College Music Society und der American Beethoven Society. Auch nach seiner Emeritierung suchten ihn noch regelmäßig Studenten in seinem Wohnort in North Carolina auf.
Musikwissenschaftliche Artikel, insbesondere über Bach, Beethoven und Brahms veröffentlichte Kanwischer in der Zeitschriften wie American Music Teacher, dem Beethoven Journal, dem Journal der American Liszt Society und den Zeitschriften der Music Teacher's Association in Massachusetts, Connecticut, Tennessee und Kalifornien. Bei Rowman & Littlefield erschien sein Buch From Bach's Goldberg to Beethoven's Diabelli: Influence and Independence.